# Schronisko Dom Śląski
Das Berghotel Schronisko Dom Śląski (auch Schronisko Górskie Dom Śląski; deutsch Schlesierhaus) ist eine Bergbaude auf der polnischen Seite des Riesengebirges.

## Lage
Das Haus liegt in einer Höhe von 1400 m über dem Meeresspiegel und ist damit die höchstgelegene Schutzhütte im polnischen Teil der Sudeten. Es steht am Rand des Gebirgsregenmoors Równia pod Śnieżką (Koppenplan, tschechisch Obří pláň), direkt am Gebirgspass unter der Schneekoppe (polnisch Przełęcz pod Śnieżką bzw. tschechisch Sedlo pod Sněžkou – 1389 m). Talorte des Passes sind Karpacz (deutsch Krummhübel) in Polen und Pec pod Sněžkou (deutsch Petzer) auf der tschechischen Seite.
Hier war der ehemalige touristische Grenzübergang „Śląski Dom-Luční bouda“ eingerichtet, denn nur wenige Schritte entfernt verläuft die Staatsgrenze zwischen den beiden ehemaligen Ostblockländern.

## Geschichte

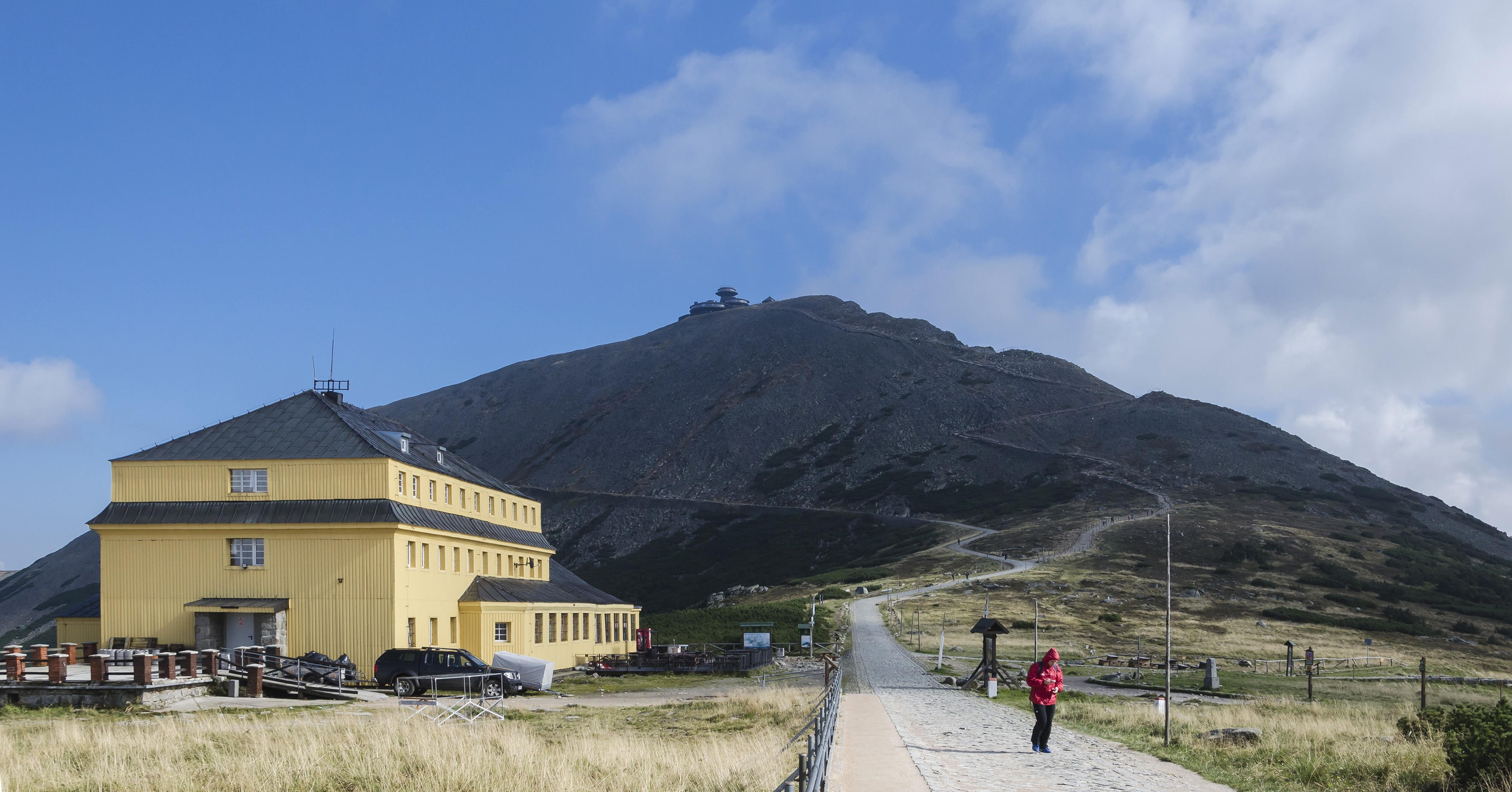
Blick von Westen …

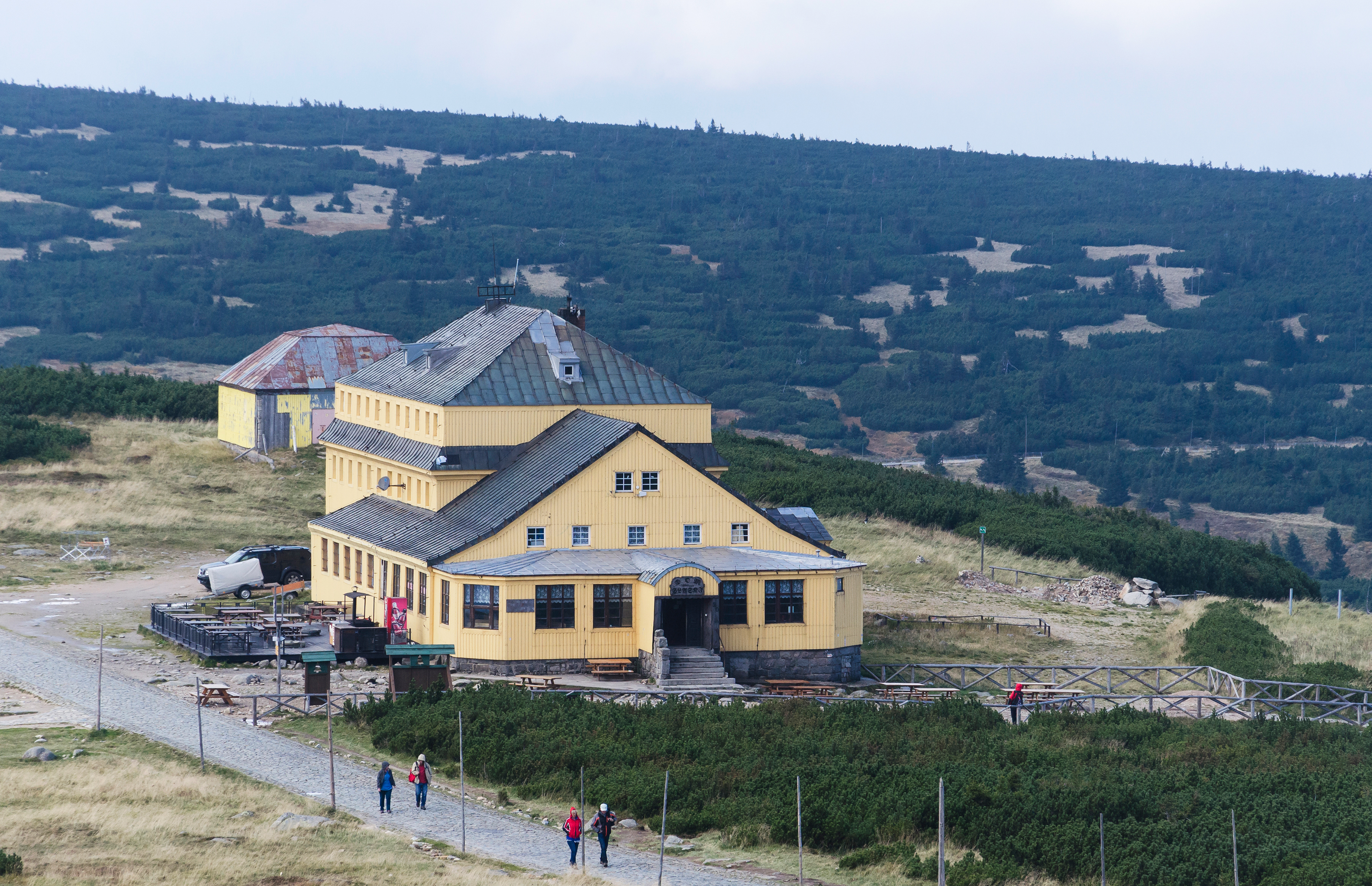
… und von Osten.

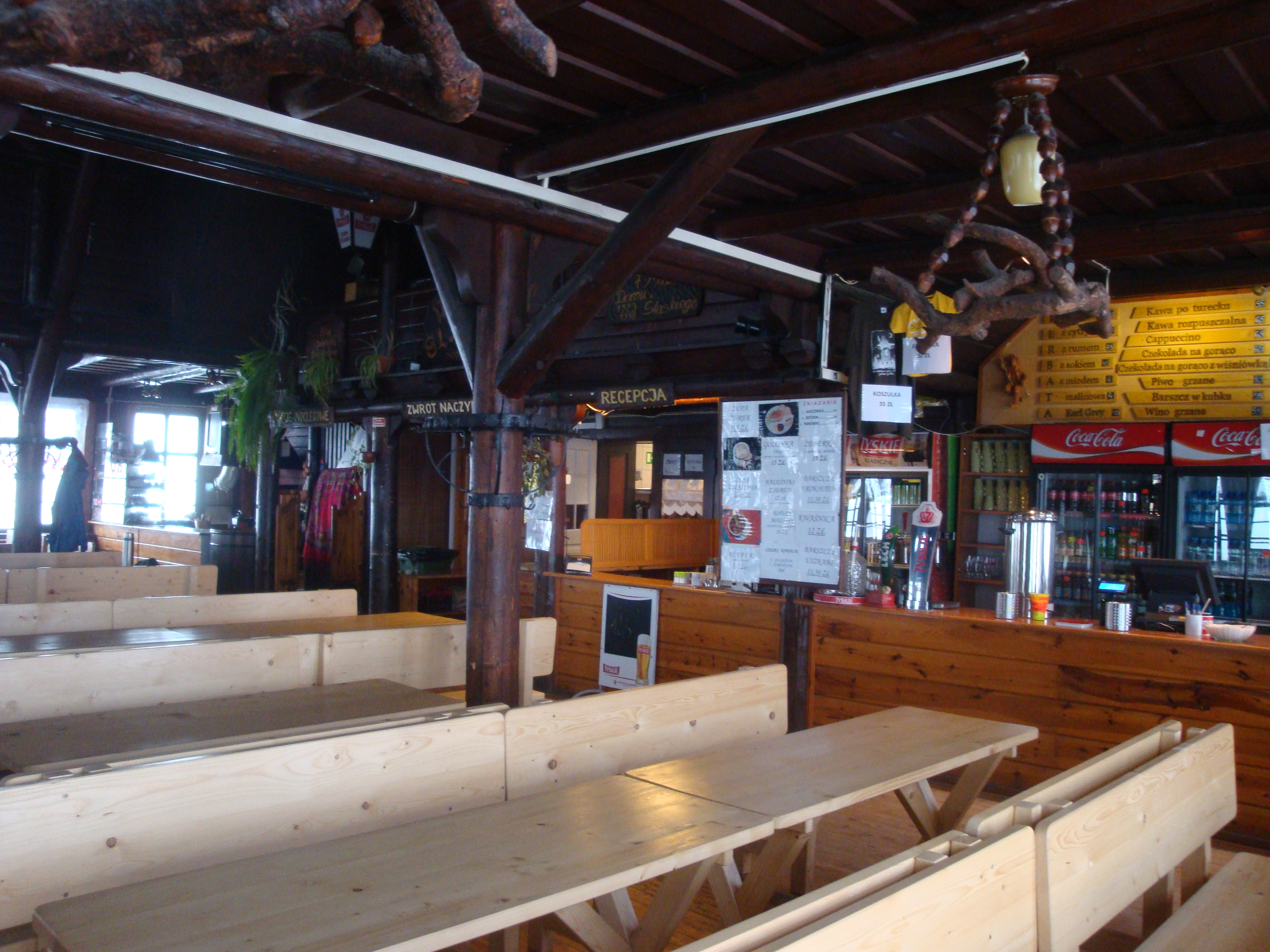
Speiseraum mit Bar

Es gibt verschiedene Ansichten zur Geschichte des Schlesierhauses. Während die einen die Gründung auf das Jahr 1922 datieren, sehen andere die Anfänge bereits in der Mitte des 19. Jahrhunderts, wieder andere gehen nochmals fast zwei Jahrhunderte weiter zurück.
Bereits 1665 wurde am Sattel unter der Schneekoppe ein erster Schuppen errichtet. Dieser diente als Schutzraum für die Arbeiter, die das Material für den Bau der St. Laurentiuskapelle (kaplica św. Wawrzyńca) auf den Gipfel der Schneekoppe schleppten. Bauherr war der schlesische Graf Schaffgotsch, weshalb auch die Bezeichnung ‚Herrenbaude‘ (Panská bouda) für die Hütte aufkam. Inwiefern diese erste Baude Vorgängerbau des Schlesierhauses oder der benachbarten Riesenbaude (Obří bouda) war, kann nicht mit Sicherheit gesagt werden, da die ‚Herrenbaude‘ nach Vollendung der Kapelle (1681) wieder abgerissen wurde.
Im Jahr 1847 war auf der damals österreichischen Seite der Grenze die Riesenbaude als erste Kammbaude überhaupt erbaut worden.
Sie war vom Kaufmann Mitlöhner aus Großaupa (Velká Úpa) in Auftrag gegeben worden und diente einzig und allein dem Tourismus. Zur selben Zeit, tschechischen Quellen zufolge bereits seit dem Frühjahr 1844, hatten die Brüder Johan und Dieter Heldmann aus dem seinerzeit preußischen Schmiedeberg (Kowary) ebenfalls den Plan verfolgt, eine touristische Herberge auf dem Weg zur Schneekoppe zu bauen. Sie hatten schon Holz und andere Baustoffe für den zukünftigen Bau herangeschafft, als sie auf heftigen Widerstand stießen. Diese Gegenwehr kam vom Wirt der Riesenbaude, Reinard Schulz, der versuchte, die Konkurrenz mit rabiaten Methoden zu verhindern und das Baumaterial der Geschwister zerstörte.
Es heißt, er sei sogar so weit gegangen, einen Mordversuch an Johan zu verüben, als dieser seine Baustelle bewachte. Doch der Anschlag schlug fehl und Johan konnte gerettet werden. Sein Bruder soll daraufhin zu Schulz gegangen sein und ihm mit einer Anzeige bei der Polizei gedroht haben. Schulz soll sich ein Stillschweigen erkauft haben, indem er versprach, das Geld für den Kauf und den Transport des Materials zu erstatten.
Weiter wird berichtet, dass Schulz nur sehr zögernd und hinhaltend gezahlt habe und der Betrieb der neuen Baude erst im Sommer 1847 aufgenommen werden konnte. Ihr erster Besitzer und Wirt wurde Johan Heldmann und das Gebäude gemäß der Tradition „Heldmann Baude“ (Buda Heldmanna) genannt.
1888 wurde die Baude bei einem Feuer vernichtet. Man ging von Brandstiftung aus und der Verdacht fiel sofort auf Schulz, dessen Schuld jedoch nie bewiesen werden konnte.

Das Ende der Riesenbaude war weit weniger abrupt und zog sich über viele Jahre mit schleichendem Verfall hin. Im Jahr 1970 wurde sie für die Öffentlichkeit geschlossen und 1982, da unrettbar baufällig geworden, endgültig abgerissen.
Anstelle der alten Heldmann Baude wurde erst im Jahr 1904 eine neue Herberge errichtet. Diese musste aber schon 18 Jahre später dem heutigen Gebäude weichen. Dies ist der dritte Bau an diesem Ort und entstand zwischen 1921 und 1922 nach den Entwürfen des renommierten Breslauer Architekten Herbert Eras (1877–1969), der auch das ehemalige Jugendkammhaus „Rübezahl“ (heute Schronisko Odrodzenie) plante. Zur Stromversorgung errichteten die Vereinigten Windturbinenwerke (VWW) das größte lieferbare Windrad von 15 m Durchmesser mit 28 Rotorblättern. Der Unterbau, der die Akkumulatoren für drei Tage Windstille und einen Dieselmotor für längere Flauten enthielt, wurde ebenfalls von Herbert Eras entworfen. Ende Januar 1925 zerstörten Raureif und Sturm das Windrad. In der Folge kam es zu Streitigkeiten über den Wiederaufbau durch die VWW, welchen die Naturfreunde, der zuständige Amtsvorsteher, der Hirschberger Landrat Rudolf von Bitter und der Regierungspräsident Robert Büchting ablehnten.
Der neue Inhaber der Herberge war Frederick Lang aus Zillerthal (Mysłakowice), der als erster den Namen „Schlesierhaus“ benutzte. Lang hielt sich aber nur kurze Zeit und schon im Jahr 1924 kam es erneut zu einem Besitzerwechsel. Karl Kuhne, der neue Gastwirt, erweiterte 1925 das Gebäude zum Koppenkegel hin mit einer verglasten Veranda. Die Herberge verfügte über 66 Betten in 1-, 2- und 3-Bett-Zimmern und 60 Plätzen in einem Gemeinschaftsschlafsaal.
Nach dem Zweiten Weltkrieg wurde der Besitzer enteignet und erlitt zusammen mit der übrigen deutschen Bevölkerung das Schicksal der Vertreibung. Das Schlesierhaus wurde zunächst vom DTTK und PTT (seit 1951 von PTTK) unter den Namen „Pod Śnieżką“, „Na Równi pod Śnieżką“ und „Dom Śląski“ verwaltet.
Im November des Jahres 1950 übernahmen die polnischen Grenzschutztruppen Wojska Ochrony Pogranicza (WOP) die Herberge und richteten einen Grenzübergang ein.
Am 5. August 1959 verkaufte das MSW das Schlesierhaus für einen symbolischen Betrag an die PTTK, die den Betrieb mit Küche und Personalunterkunft weiterführte. Die Grenzwachen versahen ihren Dienst noch bis zum Juli 2005, nachdem beide Länder im Jahr zuvor dem Schengen-Abkommen beigetreten waren und anschließend die Grenzkontrollen schrittweise abgebaut hatten.
Im Jahr 2007 führte der Bezirk Jelenia Góra (Hirschberg) eine Ausschreibung mit dem Ziel der Reprivatisierung des Schlesierhauses durch. Am 9. November des gleichen Jahres wurde das Verfahren erfolgreich abgeschlossen – der aktuelle Besitzer ist Charles Warecki.
Anmerkung

1. ↑  DTTK steht für Dolnośląskie Towarzystwo Turystyki Kwalifikowanej – Niederschlesische Gesellschaft zur Förderung des Tourismus
2. ↑  MSW bezeichnet das Innenministerium Ministerstwo Spraw Wewnętrznych i Administracji – Ministerium für innere Angelegenheiten und Verwaltung

## Tourismus
Die Herberge befindet sich an der Kreuzung mehrerer Wanderwege:
▬ Ein blau gekennzeichneter Wanderpfad führt von Karpacz Górny (Brückenberg) ab der Kirche Wang über die Schronisko Strzecha Akademicka (Hampelbaude). Wer mag, macht einen Abstecher zur Schronisko Samotnia (Teichbaude) am Mały Staw (Kleiner Teich). Gehzeit: ca. 3 ½ Stunden.
▬ Schwarz markiert beginnt eine andere Route, ebenfalls aus Karpacz kommend. Bei der Skisprungschanze „Orlinek“ im Ortsteil Wilcza Poręba (Wolfshau) geht es durch den Melzergrund (Kocioł Łomniczki), vorbei an der Jugendherberge „Schronisko PTTK Nad Łomniczką“ (Melzergrundbaude 1002 m. ü. d. M.). Gehzeit: ca. 1 ¾ Stunden.

▬ Rot beschildert führt hier der „Weg der polnisch-tschechischen Freundschaft“ vorbei, der auf dem Hauptkamm des Gebirges Szklarska Poręba (Schreiberhau) mit Malá Úpa (Kleinaupa) verbindet.

▬ Gleichfalls einem blauen Wegzeichen folgend kommt man von der tschechischen Seite auf den Grat. Von Pec pod Sněžkou (Petzer) durch den Obří důl (Riesengrund), vorbei am historischen Bergwerk Kovárna (Bergschmiede). In der Wintersaison ist dieser Weg wegen Lawinengefahr gesperrt. Gehzeit: ca. 3 ½ Stunden.
Bei gutem Wetter kann man sich außerdem zweier Seilbahnen bedienen:
- Von Karpacz aus mit dem Sessellift auf die Kleine Koppe (Kopa, 1377 m). Von dort sind es gerade noch 15 Gehminuten zum Schlesierhaus.
- Von Pec pod Sněžkou führt eine Gondelbahn zum Gipfel der Schneekoppe. Hier kann man den Weg mit der Bezeichnung „Droga Jubileuszowa“ (Jubiläumsweg) um den Gipfel herum nehmen. Den kürzeren, steilen und daher kettengesicherten „Zickzack-Weg“ kann man, vom Schlesierhaus kommend, nur im Aufstieg begehen.